# Los horcones

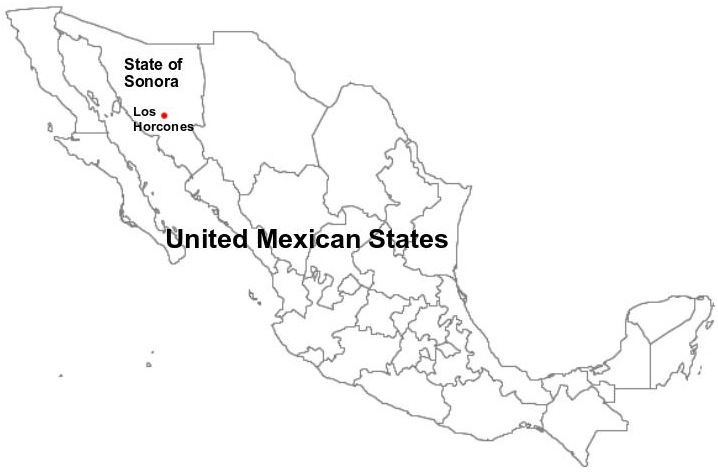
Localização da Comunidade

Los Horcones, México é a única comunidade verdadeiramente Walden dois. Fundada em outubro de 1973 por 7 pessoas, sendo alguns deles psicólogos comportamentais, visava a prevenção e resolução de problemas sociais.Ela se encontra nos subúrbios da cidade de Hermosillo, capital do estado de Sonora, ao norte do México.
Desde então, o objetivo da comunidade continua ser projetar e desenvolver, uma sociedade ou cultura alternativa baseada em princípios de cooperação, igualdade, pacifismo(não-violência), partilha e respeito ecológico, ou seja, construir uma sociedade comunitária humanista em que cada pessoa possa desenvolver seu próprio potencial e ajudar outras pessoas.
Para alcançar esses objetivos, aplicam a Ciência do Comportamento, também conhecida como Análise do Comportamento.Consideram que a aplicação apropriada da ciência em geral pode contribuir significativamente para a realização de uma sociedade comunitária planejada  e a ciência mais necessária nesse processo é a Ciência do Comportamento - a psicologia como ciência natural.